# 少女椿
『少女椿』（しょうじょつばき）は、丸尾末広による日本の漫画作品、またはこれを原作としたアニメ映画。
『漫画ピラニア』1981年8月号に掲載された同名の読切作品『哀切秘話 少女椿』（短編集『薔薇色ノ怪物』収録）を経て司書房の官能劇画誌『漫画エロス』で1983年8月号から1984年7月号まで全8話が連載された。番外編に前日譚を描いた『少女椿 水子編』（白夜書房『ヘイ!バディー』1984年2月号掲載、短編集『キンランドンス』収録）と『少女椿 予告編』（ビデオ出版『メロンCOMIC』1984年8月号掲載、単行本未収録）がある。
本作品は『月刊漫画ガロ』を発行する青林堂から1984年9月に単行本化されて以来、女子高生をはじめとする10代後半の多感な年代層を中心に密かな支持を得て読み継がれており、「ガロ系」と呼ばれる日本のオルタナティヴ・コミックの中でも評価や知名度がずば抜けて高い作品のひとつになっている。
これまで大手出版社から単行本化、文庫化、電子書籍化されたことはなく、現在も入手出来る単行本は青林工藝舎による改訂版のみである。

## 作品概要
本作品は浪花清雲作の街頭紙芝居『少女椿』に脚色を加えたものである。「貧しい家の少女が両親と生き別れ苦難を経て幸せを得る」という、戦後昭和の時代に流行した母子不幸ものによくある筋書きを根底とし、「生き別れた母親と失踪した父親と再会し両親そろって幸せに暮らす」という幸せな結末を迎える紙芝居版に対し、漫画版では作者ならではのエログロ・怪奇性を押し出した作風で終始暗い雰囲気が漂い、結末も後味の悪いものになっている。

## あらすじ
昭和13年貧しい家に生まれ、病身の母と2人暮らしの生活を送る少女みどりは、母の世話のために夜ごと花売りにでかけていた先で、山高帽を被った親切なおじさんに出会う。
「困ったときは、いつでも私を訪ねておいで…。」
家に帰ったみどりが目にしたのは、性器から入り込んだ何匹もの鼠に内臓を食い破られた母親の姿だった。孤児になったみどりは、山高帽のおじさんを訪ねる。彼女が連れて行かれたのは異形の芸人たちが働く見世物小屋・『赤猫座』であり、山高帽のおじさんはそこの主人であった。見世物小屋の下働きとして使われるはめになってしまったみどりを小屋の芸人たちは事ある毎に虐め抜き、みどりもまた障害を負っている芸人たちを化け物呼ばわりし、嫌悪感を露にして罵る。
狂気にまみれた異常な日々が続く中、小人症の男、手品使いと称する謎の芸人ワンダー正光が小屋の売り上げのテコ入れのために雇われてから、みどりを巡る状況も一変していく。手品と称して不思議な幻術を操る正光はみどりを気に入って何かと世話を焼き、みどりも自分に優しく接してくれる正光に好意を抱くようになる。ワンダー正光のアシスタントとなり、一座の売り上げに献身することで一座での発言力を強めた正光のおかげで、みどりの立場も向上していくのだった。
ほどなくして赤猫座の座長が一座の金を持ち逃げして行方をくらまし、芸人たちにそれぞれの旅立ちの時が訪れた。みどりはワンダー正光と共に旅に出ることになり、辛く当たっていた芸人たちもみどりと正光の門出を祝福してくれた。
ようやく訪れる幸せへの喜びに胸を躍らせていたのも束の間。バスの停留所でみどりを待たせ、お弁当を買いに行った正光は泥棒に殺されてしまった。いつまでも帰ってこない正光を探しに行くがようとして見つからず、疲れ果てて休んでいた神社の並木道で、みどりはワンダー正光を含む見世物小屋の芸人たちが楽しそうに宴会を行っている光景を目撃する。芸人たちの朗らかな笑い声が響く中、みどりはショックのあまり半狂乱に陥り、泣き叫びながら芸人たちを追い払った途端に、その光景は消え失せてしまった。
ただ独り取り残されたみどりが号泣するところで物語は幕を下ろす。

## 登場人物
※ 声は劇場映画、アニメ版の声優も併記する。演は映画キャスト。
みどり
声：中美奈子 / 演 - 中村里砂
10代前半の少女。
花売りをして母娘の生計を立てていたが、病気の母親が死んで孤児となり、花売りの客として知り合っていた鯉治郎を訪ねたことで、見世物小屋の一員にされてしまう。
小屋の芸人たちに嬲られ、虐げられる薄幸の少女だが、小屋の芸人を化け物よばわりし、自分に好意を持つワンダー正光が小屋での発言権を強めるとその威を借りて（「私は正光の妻だ」と言い張るなど）居丈高に振舞うなど、しおらしいばかりではない。おかっぱが特徴。父親もいたらしく、ワンダー正光が見せた幻覚で親子水入らずの時間を思い出す。
ワンダー正光
声：森下紀彦 / 演 - 風間俊介
山高帽をかぶった中年の男性で、不入りに窮する小屋のために親方が東京から新たに呼び寄せた西洋手品の使い手という触れ込みの芸人。
物腰は柔らかく紳士的であり、みどりを気に入り、何かと世話を焼くが、彼女に対する独占欲も露にしていく。一方で芸人達の給与を引き上げるなど、芸人側の立場の行動もとる。侏儒（こびと）であり、そのことを嘲られると激昂する。好評を博した手品は実は幻術であり、大人の頭部大の瓶に入る芸を十八番とし、その完成度は高く他の芸人達もタネを見抜けなかった。
嵐鯉治郎
声：岡本圭之輔 / 演 - 中谷彰宏
見世物小屋「赤猫座」の親方。みどりを騙して見世物小屋に引き込んだ張本人。
ケチで小心者だが、根っからの悪人ではなく、みどりや他の芸人の辛い境遇は理解している描写がある。少年愛者で蛇女の色仕掛けをけんもほろろにし、「ケツもどき」と陰口を叩かれている。
カナブンのことを可愛がり、カナブンが目に入ったゴミを舌で舐めとるなどしていた。結局カナブンを棄てて座を逃げた。
人間ポンプ赤座
声：林和義 / 演 - 深水元基
禿頭に隻眼の巨漢で怪力自慢。紅悦と関係を持つ。短気、粗暴でみどりを毬のように投げ飛ばすなど虐めているが、単純な性格で意外にも面倒見は良い。正光と対立するが、一睨みされると怖気づき頭が上がらなくなった。一座が解散すると既に他所の座にスカウトされており、一座の他の行き場のない仲間を誘っていた。
徳利児鞭棄
声：野村欣史 / 演 - 佐伯大地
両腕を欠損し、火傷した顔を包帯で覆った男性。32歳。足を腕のように使え、箸を持ち弓を射ることもできる。
みどりを強姦する暴挙に出て処女を奪うが、肉体目的だけではなく、好意も抱いていた。
しかし、みどりが赤座に投げられると赤座と共に笑っていたり、みどりを虐めていたりと言動が一致していない。みどりを好いていたがために、正光に敵視され、みどりの目の前で泥を口に詰め込まれて殺される。名台詞は「もういぢめねぇからよ」
蛇女紅悦
声：加藤早苗 / 演 - 森野美咲
紫の頭巾を被った怪しげな風体の女。名の通り蛇を使った芸と妖しい色気で売っている。芸人たちのまとめ役で親方と給与の交渉などもしている。
新入りのみどりに辛く当たり折檻も行うが、多少は憎からず思っているらしい。前述にあった赤座の他、複数の男性との関係があるような言動や描写がある。最終的にみどりの幸せを願い、祝福していた。
カナブン
声：高木由美子 / 演 - 武瑠
軽業や火吹き芸を得意とする芸人。
容姿は黒髪のポニーテールが特徴の美少女だが、男性のモノがあり、一人称は「俺」。芸人として「ふたなり」という触れ込みだが、本当に半陰陽者なのかは不明。子供っぽくこまっしゃくれた性格で、さらにみどりの可愛がっていた仔犬を惨殺して鍋にするなど、残酷な一面もある。親方の色子。
最終的には棄てられ、悲しみのあまりに髪を自らカミソリで切り落とし、今まで辛く当たっていたみどりに泣きながら別れを告げた。
みどりの母
声： 田中章子 / 演 - 鳥居みゆき
みどりの母。病がちで、主人に逃げられた後は寝たきりになっていた。
ある日、女陰から潜り込んだネズミに内臓を食い荒らされるという凄惨な死を遂げる。
みどりの父
角刈り頭の労働者風の中年男。
無責任な人物で、3年前にみどりと妻を捨てて失踪している。
稲垣広
声：井光工治

## 単行本
青林堂版
初版発行：1984年9月25日
青林堂改訂版
初版発行：1999年8月25日
青林工藝舎改訂版
初版発行：2003年10月24日

## アニメ映画「地下幻燈劇画 少女椿」

### 概要
青林堂版『少女椿』を原作にした1992年公開のアニメーション映画。演出・台本・作画・監督の4役を絵津久秋（原田浩）がほぼ一人で手掛けた自主制作作品である。制作にあたって邦画の独立プロダクションからアダルトビデオメーカーまで打診するも過激な内容から製作母体やスポンサーが見つからず、監督が貯金・借金・退職金をかき集めて全予算を注ぎ込み、実に4年もの歳月をかけて制作した。上映にあたっては紙吹雪や発煙筒、スモークなどの仕掛けによる特殊な演出が施され、神社境内や地下室でゲリラ興行された。なお通常の映画館で本作品の上映を行う際には映倫指定の約26ヶ所を削除した上でぼかしを加えた「映倫通過版」のフィルムを用いる必要があり、これにR指定（R15+）をつけるよう定められている。

#### 上映禁止
1999年、サン・セバスチャン・ホラー&ファンタジー映画祭終了後に成田税関でマスターフィルムが没収後破棄され、国内輸入および日本国内で上映禁止となる（破棄・禁止理由は非公開だが一説には同年成立した児童ポルノ法に対する過剰な配慮があったとされる）。その後、東京国際ファンタスティック映画祭2004でファン投票1位を獲得し特別上映されるが、警察の要請で以降8年間上映が禁止されていた。なお解禁後は倉庫から再発見されたオリジナルネガから作成した16ミリフィルムのニュープリント版がカナザワ映画祭で上映されている。

### スタッフ
- 原作：丸尾末広
- 演出・台本・作画・監督：原田浩（絵津久秋）
- 音楽：J・A・シーザー
- 撮影：菅谷信行
- 編集：尾形敏治
- 音響効果：浅沼幸一
- 美術監督：針生勝文
- 現像：IMAGICA
- 監修：飯田豊一
- 製作協力：パラノイア百貨店、演劇実験室万有引力、月蝕歌劇団、青林堂、ACCプロダクション、虫プロダクション、東映動画、ビジュアルアーツプロダクション
- 企画・製作：密閉映劇霧生館

### 主題歌
- 迷い子のリボン
  - 作詞：丸尾末広
  - 作曲：J・A・シーザー
  - 歌：中美奈子

### 挿入歌
- 紅い下着
  - 作詞：丸尾末広
  - 作曲：J・A・シーザー
  - 歌：野村欣史

### 映像ソフト化
日本国内における本編の映像ソフトは、VHSビデオが少数流通頒布されたのみである。ちなみに2006年には「MIDORI」というタイトルでDVDがフランスで発売されている。このDVD化のためマスターテープをフランスに送付したところ、成田税関が「要注意貨物・要チェック」という書類を添付したためドゴール空港で「わいせつ物」として没収された。その後、DVD会社社長の交渉でようやくフランスでのDVD化が実現した経緯がある。

## 廻天百眼十発目劇場公演「少女椿」
2011年10月には虚飾集団廻天百眼により舞台化され、ザムザ阿佐谷にて、10月13日から17日まで5日間7ステージ上演された。公演はDVD化されており、ダウンロード版が公式サイトで販売されている。

### 出演者
- みどり：紅日毬子
- 嵐鯉治郎＝敷島プリン：常川博之
- カナブン＝メカマリー＝玉藻：金原沙亜弥
- 鞭棄：倉垣吉宏
- 紅悦＝怪奇蛇女：こもだまり
- 赤座：TETRA。
- 銀杏：いちご
- ワンダー正光：ワンダー正光
- 美空みどり：有栖川ソワレ
- 機械になったみどり：十三月紅夜
- ミチロウ：桜井咲黒
- スケさん：仲村弥生
- カクさん：泰造
- 吸血鬼になったみどり：橋本じゅん
- 宮脇留奈：若松真夢
- 毛利耿之介：TETRA。
- 紅葉：こもだまり
- サホ：紅日毬子
- 新しいみどり：大島朋恵

### スタッフ
- 脚本・演出：石井飛鳥
- 原作・宣伝美術：丸尾末広
- 音楽：犬神サーカス団、fujimiya.tv(解散レコード)、西邑卓哲(FOXPILL CULT/MADAME EDWARD)、TETRA。、Asohgi
- 企画：虚飾集団廻天百眼

- 奇形造形：清水真理、奥山友太
- 舞台監督：川俣勝人
- 殺陣指導：西脇顕一
- 照明：川添真理((株)A.S.G.)
- 音響：飯塚ひとみ
- 整音：ヲノデラジュンペイ(Asohgi)
- 衣裳：竹内陽子、大島朋恵、いちご
- 化粧：おはぎ、みさお
- 美術設計：小林夏帆
- 小道具：リボ双夢
- 制作：稲谷なゆた、大久保佑一、栞
- 電網制作：望月アサヒ、蛙
- 製作：劇場版少女椿製作委員会

### 主題歌
- 運命のカルマ
  - 作詞・作曲：犬神明
  - 歌と演奏：犬神サーカス団

## 実写映画
同名タイトルの映画が、2016年5月公開された。監督・脚本はTORICO、主演は中村里砂で、本作品が映画初出演で初主演となる。R15+作品。

### キャスト（実写映画）
- みどり - 中村里砂[10][11][12]
- ワンダー正光 - 風間俊介[10][11][12]
- 紅悦 - 森野美咲[10][11][12]
- カナブン - 武瑠（SuG）[10][11][12]
- 鞭棄 - 佐伯大地[10][11][12]
- 赤座 - 深水元基[10][11][12]
- 嵐鯉治郎 - 中谷彰宏[10][11][12]
- みどりの母親 - 鳥居みゆき[11][12]
- 町の実力者 - 鳥肌実

### スタッフ（実写映画）
- 監督・脚本 - TORICO[10][13][14]
- 原作 - 丸尾末広[10][13][14]
- 製作 - 太代眞裕・柏木登・奥田真平[13][14]
- エグゼクティブプロデューサー - 前田伸一郎[13][14]
- プロデューサー - 堀越大[13][14]
- 撮影 - 曽根剛[13][14]
- 美術 - 佐々木健一[13][14]
- 美術デザイン・監修 - 宮下忠也[13][14]
- 衣装デザイン - 武田久美子[13][14]
- VFXスーパーバイザー - オダイッセイ
- 音楽 - 黒石ひとみ[13][14]
- 主題歌 - チャラン・ポ・ランタン「あの子のジンタ」[10][14]
- 配給 - リンクライツ